# Fibrina
A fibrina (ou fator Ia) é uma proteína fibrosa envolvida na coagulação de sangramentos. Ela sofre polimerização de modo a, em ação conjunta à das plaquetas, formar uma camada que detém hemorragias. A fibrina é formada a partir de uma cadeia de reações que culmina na ação da trombina sobre o fibrinogênio (fator I).

## Papel em doenças
A excessiva produção de fibrina, devida à ativação da cadeia de reações bioquímicas para a coagulação, predispõe a quadros de trombose, enquanto deficiências em sua produção causam tendência a hemorragias. Doenças ou disfunções no fígado podem levar à diminuição na produção de fibrinogênio ou à produção de moléculas anormais deste. Também podem ocorrer anormalidades genéticas hereditárias do fibrinogênio (o gene é carregado no cromossomo 4) tais quais a afibrinogenemia e a hipofibrinogenemia. Observação: a fibrina é uma proteína presente no plasma na forma de fibrinogênio. O plasma sem o fibrinogênio forma o Soro. 